# Хейн, Эстрид
Эстрид Хейн (дат. Estrid Hein, 27 июля 1873 — 25 июля 1956) — датский офтальмолог, активистка движения за женские права и пацифистка.

## Биография
Эстрид Хансен родилась в 1873 г. в Копенгагене. Её родителями были датский политик Октавиус Томас Хансен и Ида Антуанетта Вульф, известная своим рукоделием. Её семья была зажиточной, и Эстрид с детства была знакома со многими известными политиками и культурными деятелями Дании.
После окончания в 1890 г. школы Натали Сале (N. Zahles Skole) Эстрид обучалась медицине в Копенгагенском университете, который окончила в 1896 г. В сентябре того же года она вышла замуж за инженера Яльмара Хейна, затем провела год в Париже, где изучала офтальмологию вместе с обучающими поездками по клиникам Великобритании, Нидерландов, Австрии и Германии.
Вернувшись в Копенгаген, в 1898 г. Эстрид начала медицинскую практику. В 1906 г. она открыла свою собственную глазную клинику. В 1918 г. она получила сертификат специалиста и продолжила работать в этой области до самого выхода на пенсию в 1939 г.
Кроме основной работы Эстрид принимала участие в движении за женское равноправие, став медицинским специалистом в Kvindernes Handels- og Kontoristforening («Ассоциации женщин торговых и кабинетных профессий») и членом правления Louiseforeningen («Общества Луизы»), помогающей малоимущим и одиноким женщинам. В 1914 г. она стала первой женщиной в совете Blindeinstituttet (Института слепых).
С 1909 по 1916 гг. Эстрид была председателем копенгагенского отделения Dansk Kvindesamfund («Датского женского общества»), будучи одной из самых популярных личностей в организации. Она успешно проводила кампании за равные избирательные и трудовые права женщин. В 1915 г. она вместе с Торой Даугорд , Кларой Тюбьерг, Бенни Седерфельд де Симонсен и Хенни Форххаммер стала одним из первых членов Danske Kvinders Fredskæde — датского отделения Международной лиги женщин за мир и свободу. В том же году она вошла в состав Скандинавской комиссии по семейному праву, работавшей над улучшением прав женщин в браке с помощью брачных реформ 1920-го г. в Дании.
Хейн также принимала активное участие в Den danske Komité til Bekæmpelse af den hvide Slavehandel, созданным для борьбы с белым рабством. Она также играла ведущую роль в Консультативном комитете Лиги Наций по борьбе с торговлей женщинами и детьми, где она была делегатом в течение 18 лет. С 1933 г. она была членом правления Kvinderådet («Национального совета женщин Дании»).
Эстрид Хансен умерла в Хёрсхольме 25 июля 1956 г.